# Mahindra & Mahindra
Mahindra & Mahindra Limited (M&M) este o corporație multinațională indiană producătoare de automobile, cu sediul central în Mumbai. A fost înființată în 1945 sub numele de Mahindra & Mohammed și redenumită ulterior Mahindra & Mahindra. Parte a grupului Mahindra, M&M este unul dintre cei mai mari producători de autovehicule după producție din India. Filiala sa Mahindra Tractors este cel mai mare producător de tractoare din lume în funcție de volum. A fost clasată pe locul 17 pe o listă a companiilor de top din India întocmită de Fortune India 500 în 2018. Principalii săi concurenți de pe piața indiană sunt Maruti Suzuki și Tata Motors.

## Istorie
Mahindra & Mahindra a fost înființată ca societate comercială de comerț cu oțel la data de 2 octombrie 1945 în Ludhiana sub numele de Mahindra & Mohammed de către frații Kailash Chandra Mahindra și Jagdish Chandra Mahindra împreună cu Malik Ghulam Muhammad (1895-1956).
Anand Mahindra, actualul președinte al grupului Mahindra, este nepotul lui Jagdish Chandra Mahindra. După ce India și-a câștigat independența și s-a format Pakistanul, Muhammad a emigrat în Pakistan. A dobândit cetățenia pakistaneză și a devenit primul ministru de finanțe al Pakistanului. A ocupat funcția de guvernator general al Pakistanului între 1951 și 1956.

## Marca
- Anterash
- Bolero
- Bolero Bubble Concept
- Bolero Concept
- Bolero Gianna Concept
- Bolero Spyder
- Genio Double Cab
- GOA
- GOA (2005)
- GOA (2006)
- GOA Concept
- Legend
- THAR (2006)
- Verito
- Verito C156789S
- Verito Racing (2003-prezent)
- XUV (2014-prezent)
- Xylo

## Premii și recunoașteri
- Premiul "Bun cetățean corporatist" al Camerei de Comerț din Bombay pentru 2006-2007
- Businessworld FICCI-SEDF Corporate Social Responsibility Award 2007[6][7]